# Karl Winkler (játékvezető)
Karl Winkler (Seckenheim, 1883. november 21. – Freiburg im Breisgau, 1939. március 14.) német nemzetközi labdarúgó-játékvezető.

## Pályafutása

### Nemzetközi játékvezetés
A Német labdarúgó-szövetség Játékvezető Bizottsága (JB) 1917-ben terjesztette fel nemzetközi játékvezetőnek, a Nemzetközi Labdarúgó-szövetség (FIFA) bíróinak keretébe. Több nemzetek közötti válogatott és klubmérkőzést vezetett vagy partbíróként tevékenykedett. 
Az aktív nemzetközi játékvezetéstől 1917-ben búcsúzott.

## Statisztika

### Nemzetközi válogatott mérkőzése
| #  | Dátum           | Helyszín                        | Hazai        | Eredmény | Vendég   | Kiírás     | Gólok | Esemény |
| -- | --------------- | ------------------------------- | ------------ | -------- | -------- | ---------- | ----- | ------- |
| 1. | 1917. június 3. | Budapest, Hungária körúti pálya | Magyarország | 6 – 2    | Ausztria | barátságos | -     |         |
|    | Összesen        |                                 |              | 1        | mérkőzés |            |       |         |